# Скотт, Роберт (гребец)
Роберт Джеффри Скотт (англ. Robert Geoffrey Scott, род. 5 августа 1969, Перт) — австралийский бизнесмен и гребец, серебряный призёр летних Олимпийских игр 1996 года в двойках, исполнительный директор компании Wesfarmers, которая является одной из самых крупнейших в Австралии.

## Биография
Роберт Скотт родился в 1969 году в Перте в семье учителей. Там же в старшей школе начал заниматься академической греблей. Скотт становился многократным чемпионом национальных чемпионатов и регат. В 1990 году он дебютировал на взрослом чемпионате мира в составе восьмёрки, с которой занял лишь 8-е место. В 1992 году Роберт Скотт вместе с партнёрами по восьмёрке принял участие в летних Олимпийских играх в Барселоне. Австралийский экипаж смог преодолеть два предварительных раунда и вышел в финал. В решающем заезде австралийские гребцы не смогли попасть в число призёров, завершив гонку на 5-й позиции.
На чемпионате мира 1993 года австралийская восьмёрка была близка к попаданию в число призёров, но на финише уступили сборной США 0,61 с. Мировое первенство 1995 года сложилось для австралийских гребцов очень неудачно. Австралийская восьмёрка не смогла выйти в финал, а в финале B стали лишь 5-ми. В 1996 году Роберт Скотт принял участие в летних Олимпийских играх в Атланте. Австралийский гребец выступал в соревнованиях двоек распашных без рулевого. Партнёром Скотта стал Давид Уэйтман. С большим отрывом австралийский экипаж выиграл предварительный этап и напрямую прошёл в полуфинал, где вновь не оставил своим соперникам никаких шансов. С самого старта финального заезда австралийский экипаж ушёл в отрыв, вместе с лодками из Франции и Великобритании, за которую выступали действующие олимпийские чемпионы Стив Редгрейва и Мэтью Пинсент. За 500 метров до финиша британская двойка вырвалась вперёд и даже мощный рывок со стороны Скотта и Уэйтмана не позволил догнать британских гребцов, которые финишировали с лучшим олимпийским временем.
После окончания Олимпийских игр Скотт приостановил карьеру. В 1999 году Скотт и Уэйтман возобновили соревновательную практику, с целью попадания на домашние Олимпийские игры в Сиднее. Австралийская двойка приняла участие в нескольких этапах Кубка мира, но в итоге уступили право выступать на Играх участникам Джеймс Томкинс и Дрю Гинну, которого из-за травмы незадолго до начала Игр в экипаже заменил Мэттью Лонг.
Параллельно гребле Роберт Скотт успешно занимался финансовой деятельностью. В 1993 году он начал работать в компании «Wesfarmers», а затем перешёл в Deutsche Bank. С 2004 года Скотт вернулся в «Wesfarmers», где в итоге в 2017 году стал генеральным директором.

## Личная жизнь
- Женат на олимпийской чемпионке 2000 года по водному поло Лиз Уикс. У пары двое детей.
- Получил степень бакалавра коммерции в Австралийском национальном университете, степень магистра прикладных финансов в Университете Маккуори. Также посещал шестинедельную программу Advanced Management в Гарвардской школе бизнеса.